# タイコンデロガ級ミサイル巡洋艦
タイコンデロガ級ミサイル巡洋艦（タイコンデロガきゅうミサイルじゅんようかん、英語: Ticonderoga-class guided missile cruiser）は、アメリカ海軍のミサイル巡洋艦の艦級。スプルーアンス級駆逐艦を元に、イージスシステムを搭載するよう設計を修正した初の実用イージス艦として1978年度より建造が開始され、1983年から1994年までに同型艦27隻が就役した。
アメリカ海軍の巡洋艦としては、クリーブランド級軽巡洋艦と並び最多建造数を誇っているほか、1999年にカリフォルニア級原子力ミサイル巡洋艦が退役したため、アメリカ海軍が保有する唯一の巡洋艦となっている。本級よりやや遅れて建造を開始したアーレイ・バーク級ミサイル駆逐艦と比べて戦闘指揮所の機能が充実し、艦砲やミサイルの搭載量も多く、また船体が大きいため居住性が良好で航続距離が長いという特長があり、また艦長が大佐職であることから、空母打撃群では対空戦指揮艦の任に就くことが多い。

## 来歴

### イージスシステムの開発
アメリカ海軍は、第二次世界大戦末期より、全く新しい艦隊防空火力として艦対空ミサイル（SAM）の開発に着手していた。戦後も、ジェット機の発達に伴う経空脅威の増大を受けて開発は拡大され、1956年にはテリア、1959年にタロス、そして1962年にターターが艦隊配備された。これらは3Tと通称され、タロスはミサイル巡洋艦、テリアはミサイルフリゲート（DLG）、そしてターターはミサイル駆逐艦（DDG）に搭載されて広く配備された。また経空脅威の増大が続いていることを踏まえて、1958年からは、早くも3Tの次の世代の防空システムとしてタイフォン・システムの開発を開始していたが、これは要求性能の高さに対する技術水準の低さ、統合システムの開発への経験不足により難渋し、1963年にキャンセルされた。ただしその過程で開発された改良型の固体燃料ロケットは、テリアとターターの共通化を進めた発展型であるスタンダードミサイルに引き継がれた。
タイフォンの挫折を受け、1963年11月より先進水上ミサイル・システム（ASMS）計画が開始され、1969年にはイージス計画と改称した。1967年のエイラート撃沈事件、1970年にソ連が行なったオケアン70演習を受けて開発は加速され、1973年からはテストサイトでの地上試験、そして1975年には試作機を実験艦「ノートン・サウンド」に艤装しての洋上試験が開始された。

### 原子力艦の検討と挫折

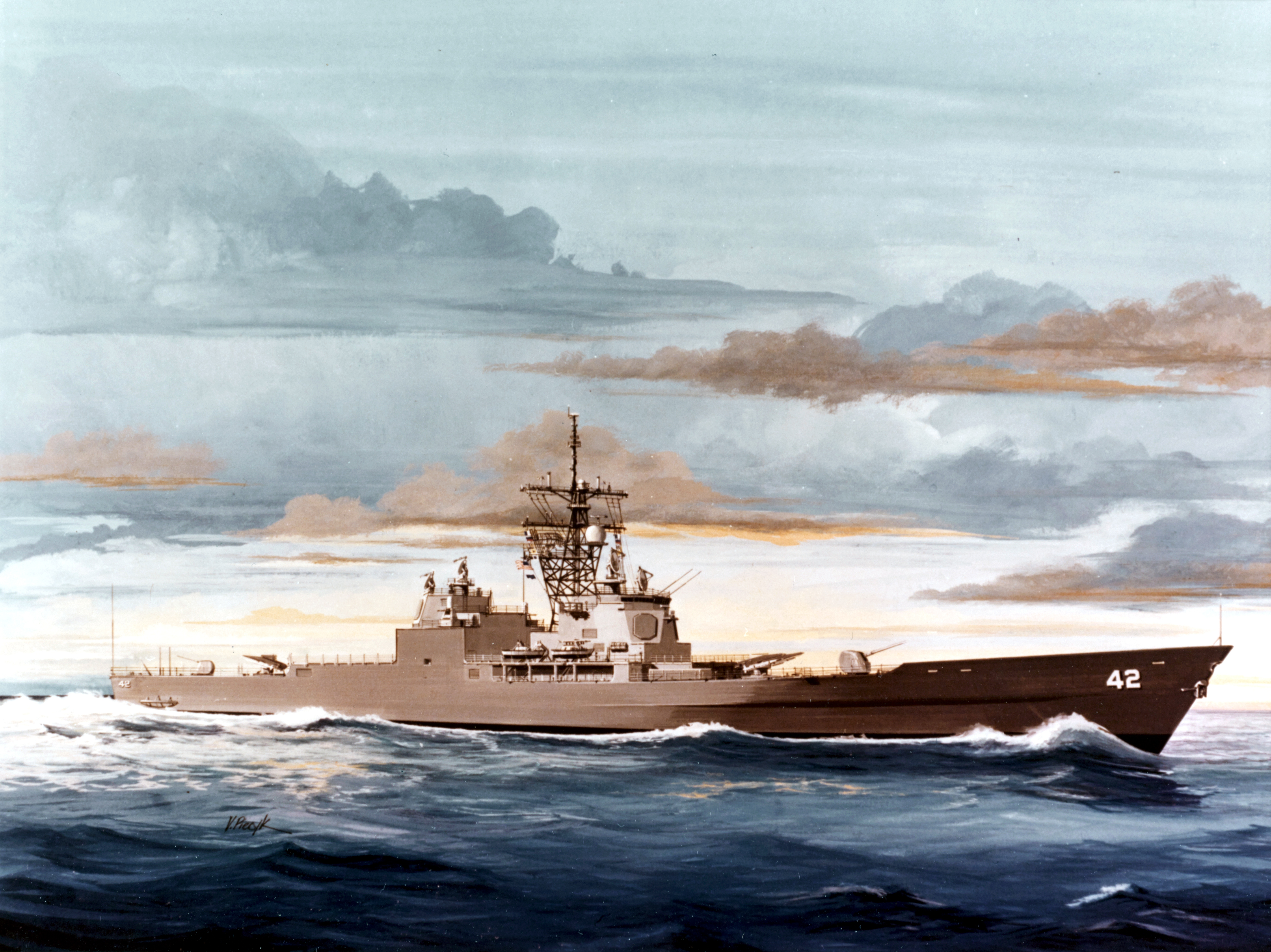
幻に終わったCGN-42 (想像図)

もともとイージスシステムは、次期原子力ミサイル駆逐艦（DXGN）の後期建造艦に搭載される予定であった。1970年に海軍作戦部長に就任したズムウォルト大将はこれを修正し、より小さく簡素なガスタービン主機の駆逐艦（DG/Aegis）に搭載することとしたが、1974年に海軍作戦部長がホロウェイ大将に交代すると、再び原子力艦への搭載へと修正された。
この頃には、DXGN計画から発展したバージニア級（DLGN-38級）が既に建造に入っていたが、同級にそのままイージスシステムを搭載することは困難であった。このことから、イージス搭載に適合化した原子力ミサイル駆逐艦としてDG(N)計画が着手され、1974年1月の時点では満載10,708トンとなる予定であった。しかし同年7月、ホロウェイ大将はこの計画は消極的過ぎるとして中止させ、かわって原子力打撃巡洋艦（CSGN）計画を推進した。概念設計は1975年5月に完了し、満載12,700トンの強力な戦闘艦とされたが、当然のように高コストの艦でもあった。このことから、ズムウォルト大将が検討させていたようなガスタービン主機のミサイル駆逐艦の案が復活することになり、CSGN 8隻と在来動力型ミサイル駆逐艦（DDG）16隻によるハイ・ローミックスが予定された。この在来動力型ミサイル駆逐艦はスプルーアンス級の派生型として予定されており、これが本級の源流となった。DDGは1977年度計画から、CSGNは1978年度計画からの建造が予定されていたが、議会はこれらの計画を差し止め、かわりに「ロングビーチ」をCSGNのプロトタイプとして改装するよう予算を振り替えた。しかし1977年1月17日、フォード政権は改修を中止させ、続くカーター政権はCSGN計画の見直しを指示した。かわってバージニア級を発展させたCGN-42の設計が着手されたものの、当初5隻が予定されていた建造数は、1978年3月には1983年度計画の1隻のみに削減され、1981年2月にはその建造も中止された。

### DDG-47からCG-47へ
1970年代初頭、ズムウォルト海軍作戦部長が検討させていたDG/Aegis計画では、5,000トン級のCOGOG推進艦を軸に検討が進められていた。一方、スプルーアンス級はもともと、ミサイル駆逐艦としての設計変更を前提として設計されていたこともあって、同級の設計・建造にあたっていたリットン・インガルス造船所では、同級をもとにイージスシステムを搭載する案を独自に作成し、1974年に海軍に提案した。海軍は、この案はさしあたり採用しないことにしたものの、外部のコンサルティング会社であるJJMA社に検討を依頼した。JJMA社では、スプルーアンス級をもとにイラン海軍が発注していた防空艦（後にキッド級としてアメリカ海軍に編入）を土台として検討を進めた結果、大規模な改設計とマージンの見直しを必要とするものの、イージスシステムの搭載は可能と結論した。
これらの検討を踏まえて、上記の通り、1975年にはスプルーアンス級をもとにイージスシステムを搭載する案が正式に推進されることになり、海軍装備局（NavSea）による検討を経て、1978年9月、リットン・インガルス造船所が詳細計画と建造を受注した。これによって建造されたのが本級である。
このような経緯から、当初はミサイル駆逐艦（DDG-47級）として計画されていたが、期待される任務や性能を考慮して、1番艦の建造途中の1980年1月1日、ミサイル巡洋艦（CG-47）に種別変更された。

## 設計

### 船体
上記の経緯より、基本設計はスプルーアンス級のものが踏襲されており、2層の全通甲板を備えた遮浪甲板型を基本として、後端部を切り欠いた長船首楼型という船型も同じである。ただしイージスシステムの搭載に伴う排水量増加を吸収するため、隔壁甲板を第1甲板から01甲板に変更し、これに伴い艦内区画なども一部変更された。またAN/SPY-1多機能レーダーのアンテナを取り付けるため、上部構造物も大型化するとともに、アンテナの精度を保つために所定の剛性を確保している。艦首にはブルワークが追加されたが、これはスプルーアンス級の運用成績を加味したものと考えられている。またスプルーアンス級が後に改修されたのと同様、枢要部にはケブラー装甲が施されている。
しかし1979年2月に提出された受注後初回の重量重心計算書では、初期設計と比して、満載排水量は360トン増の9,270トン、キール上重心高さ（KG）は0.22フィート上昇して23.57フィートと、重量・重心面の問題が顕在化した。これを受けて、造船所は383トンに達する重量削減策を策定したが、海軍はこのうち開発に時間がかかるものや設計変更の範囲が大きいものは採用せず、80年8月の時点では、上部構造内のアルミニウム製フォールス・デッキのハニカム材への変更や通路敷物の廃止、排気系の変更など47トンの削減となった。しかしその後も重量増加と重心上昇の傾向が続き、82年4月の予想ではKGは27.74フィートとなったことから、スケグに110トンの鉛バラストが入れられることになった。
これらの施策により、引き渡し時の満載排水量は約9,500トンになる見込みとなったが、区画浸水計算上の排水量限度が9,700トンであり、ダメージコントロール面の余裕が少なすぎることが問題になった。海軍装備局の検討により、後日装備予定の曳航ソナー（TASS）のための艦尾開口部がネックになっていることが判明したことから、TASSの投揚収時には非水密、曳航時には水密を保つ機構が開発され、これによって限度は10,200トンまで引き上げられた。また当初の計算では、今度は船体強度が排水量10,200トンに耐えられないと見積もられていたが、再計算の結果、実際には既に十分な強度が確保されていることが判明した。これは重量分布が最初の計算よりも曲げモーメントを減らす方向で変わっていたことと、型鋼の寸法規格について、スプルーアンス級ではフィート式であったのに対して本級よりメートル式に変更したことで、寸法が大きくなって断面係数が増えており、船体縦強度部材の強度が最初の計算よりも大きくなっていたためであった。
1981年度計画の3・4番艦では、01甲板と船側外板について、従来のHTS高張力鋼から、より強度が大きいHY-80高張力鋼に変更して板厚を減少、艦首ブルワークをHTSからアルミニウム合金に変更、4脚マストを3脚式に変更してその主脚を電路に転用するなど、よりいっそうの重量低減策が講じられた。そして82年度計画の6番艦以降ではミサイル発射機をVLSに変更することになり、よりいっそうの重量低減・重心降下策が必要となったことから、海軍とインガルス造船所は共同でTOTS（Take off Tons Sensibly）計画を発足させた。HY-80高張力鋼の採用範囲拡大、局部強度部材への高強度低合金鋼（HSLA）の導入、主船体の再設計、艦外受電設備の見直しによる受電ケーブル・関連回路遮断器の削減などにより、満載排水量は9,410トン、KGは23.21フィートとなった。もしTOTS計画がなければ、それぞれ10,100トン（バラスト250トンを含む）と23.35フィートになっていたとみられている。

### 機関
主機はスプルーアンス級で採用されたゼネラル・エレクトリック LM2500ガスタービンエンジン4基で可変ピッチ・プロペラ（CPP）2軸を駆動するCOGAG方式が踏襲された。
一方、イージスシステムの搭載に伴って電源は強化された。アリソン501ガスタービン発電機は4基に増備され、出力も2,000キロワットから2,500キロワットに強化された。また400ボルト/60ヘルツ三相交流の艦内配電系への変電を行うコンバーターも、3基から4基に増設された。この増設余地は、もともとスプルーアンス級からミサイル駆逐艦としての改設計に備えて確保されていたものであった。

## 装備

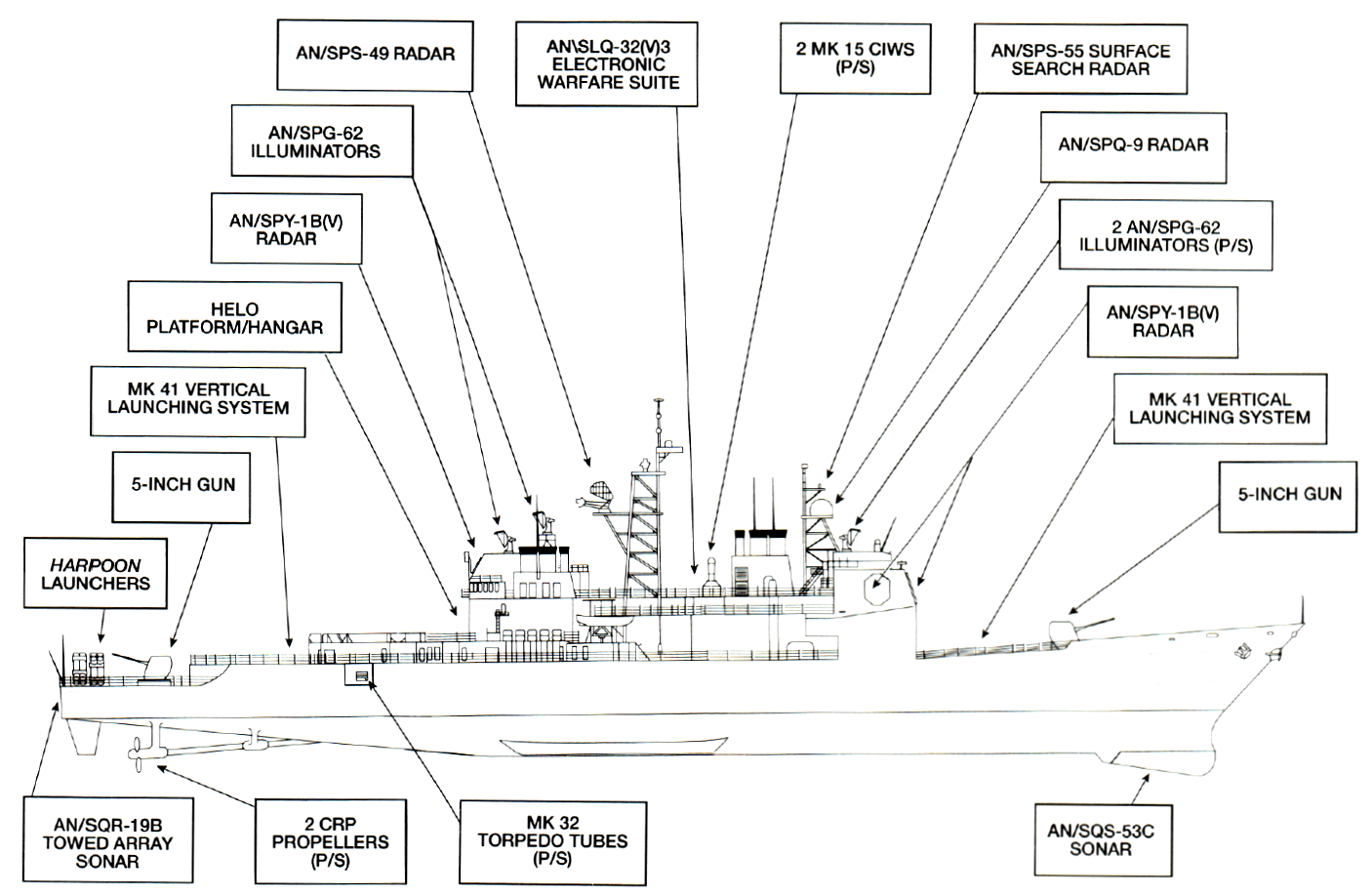
本級の装備の配置（クリックで拡大）

### イージス武器システム（AWS）
上記の経緯より、本級の中核的な装備となるのがイージス武器システム（AWS）である。搭載している全ての戦闘システムは、AWSの戦術情報処理装置である指揮決定システム（C&D）Mk.1および武器管制システム（WCS）Mk.1に連接されている。AWSは継続的な改良を受けて多数のバージョンが生じており、これらは大まかにベースラインとして区別される。本級の新造時には、1・2番艦ではベースライン0、3 - 5番艦ではベースライン1、6 - 12番艦ではベースライン2、13 - 18番艦ではベースライン3、19 - 27番艦ではベースライン4が搭載された。ベースライン0搭載艦のシステムは程なくしてベースライン1にアップデートされたほか、1996年より、ベースライン4搭載艦のシステムはベースライン5フェーズIII仕様にアップデートされ、統合戦術情報伝達システム（JTIDS）によるリンク 16の運用に対応した。
そして2008年度より着手されたイージス近代化改修（AMOD）により、ベースライン2搭載艦のシステムはベースライン8（CR2/ACB08）、ベースライン3・4搭載艦のシステムはベースライン9（CR3/ACB12）にアップデートされており、共同交戦能力（CEC）にも対応した。

#### レーダー

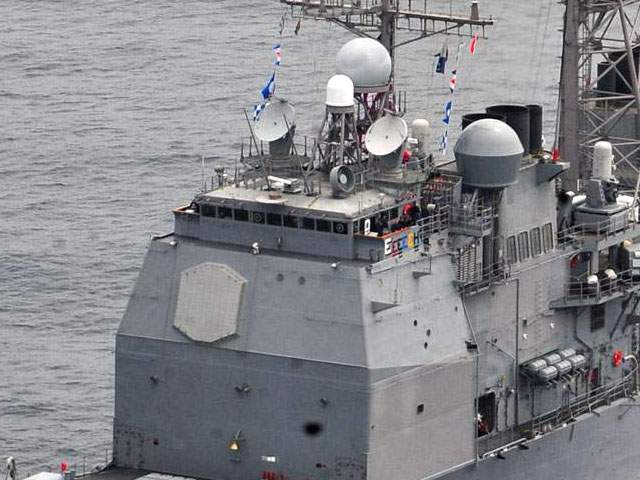
AN/SPY-1AのPESAアンテナ

その中核となる多機能レーダーはAN/SPY-1で、固定式4面のパッシブ・フェーズドアレイ（PESA）アンテナは、前後の上部構造物に2基ずつ（前部の構造物には艦首側と右舷に、後部の構造物には艦尾側と左舷に）設置されている。ベースライン0 - 2ではAN/SPY-1A、ベースライン3 - 4では改良型のAN/SPY-1Bが搭載されており、また1993年より、AN/SPY-1Aにもソフトウェアの書き換えやアンテナ感度変更などの改修が施された。
なお本級では、AN/SPY-1を補完する早期警戒レーダーとして、2次元式のAN/SPS-49も搭載されたが、こちらはAMOD改修の際に撤去されている。またAMOD改修の際に、砲の目標捕捉・射撃指揮レーダーとして搭載されていたAN/SPQ-9AはAN/SPQ-9Bに更新され、低空警戒性能を向上させている。

#### ミサイル
艦対空ミサイルとしては、従来のスタンダードミサイル（SM-1）を発展させたSM-2を採用した。その発射機としては、当初は連装のMk.26 GMLSを使用していた。これは先行するターター-D・システム向けに開発されて、バージニア級原子力ミサイル巡洋艦およびキッド級ミサイル駆逐艦において、スタンダードSM-1MRを運用していたものと同系統であり、本級の場合、艦首尾側いずれも44発を収容できるMk.26 mod.1が設置されていた。
その後、6番艦以降より、新開発のVLSであるMk.41 mod.0が搭載されるようになった。これは61セルのMk.158発射機2基を前後に搭載したもので、垂直発射方式の採用により、抗堪性、即応性、連射能力のいずれもが向上した。なおMk.41には、スタンダード用のショート・モジュールとトマホーク巡航ミサイルの運用にも対応したロング・モジュールがあり、当初は、上記のように船体の重量・重心が危惧されていたこともあって、一部はショート・モジュールにすることも検討されたが、運用の柔軟性を考慮して、結局は全てロング・モジュールとされた。
その後、近接防空能力向上の為、AMOD改修の際に、ESSM個艦防空ミサイルの運用能力が付与された。またこの際、ファランクス 20mmCIWS（Mk.15）もブロック1Bにアップデートされている。
なお艦対空ミサイルの終末誘導を担当するのがMk.99 ミサイル射撃指揮装置で、本級の場合、AN/SPG-62イルミネーターを前後に2基ずつの計4基搭載した。

#### ミサイル防衛
一部の艦にはイージスBMDシステムを搭載し、SM-3弾道弾迎撃ミサイルの運用に対応する改修がなされている。2002年より、まず「レイク・エリー」において試験が開始された。また「シャイロー」（CG-67）はイージスBMD3.6システムを搭載し、2006年6月の試験によってミサイル防衛能力を確認したのち、横須賀海軍施設に配備された。その後、2013年までに、CG-61、CG-70、CG-72、CG-73がイージスBMDシステムを搭載しており、更に少なくとも5隻の改修が見込まれている。
これらのイージスBMD搭載改修の成果はAMODで統合され、2014年度から2016年度にかけて、ベースライン4搭載艦ではBMD5.0の適用が予定されている。

### 対潜戦
対潜戦装備は、当初は基本的にスプルーアンス級の構成が踏襲されており、ソナーとしてはAN/SQS-53Aをバウ・ドームに収容して搭載、水中攻撃指揮装置はMk.116 mod.4であった。また対潜兵器としては324mm3連装魚雷発射管を装備したほか、Mk.26 GMLSからアスロック対潜ミサイルを発射できた。
その後、1983年度計画の8番艦よりAN/SQR-19 TACTASの搭載が開始された。10番艦からはAN/SQQ-89(V)3統合対潜システムも搭載され、これに伴って船体装備ソナーはAN/SQS-53Bに、水中攻撃指揮装置もMk.116 mod.6に更新された。これは6 - 9番艦にもバックフィットされており、ベースライン2以降の全艦がAN/SQQ-89を装備するようになった。またAMOD改修により、ベースライン2搭載艦では曳航ソナーをAN/SQR-20に更新、またベースライン3・4搭載艦では統合対潜システムもAN/SQQ-89A(V)15に更新されつつある。

### 対水上戦

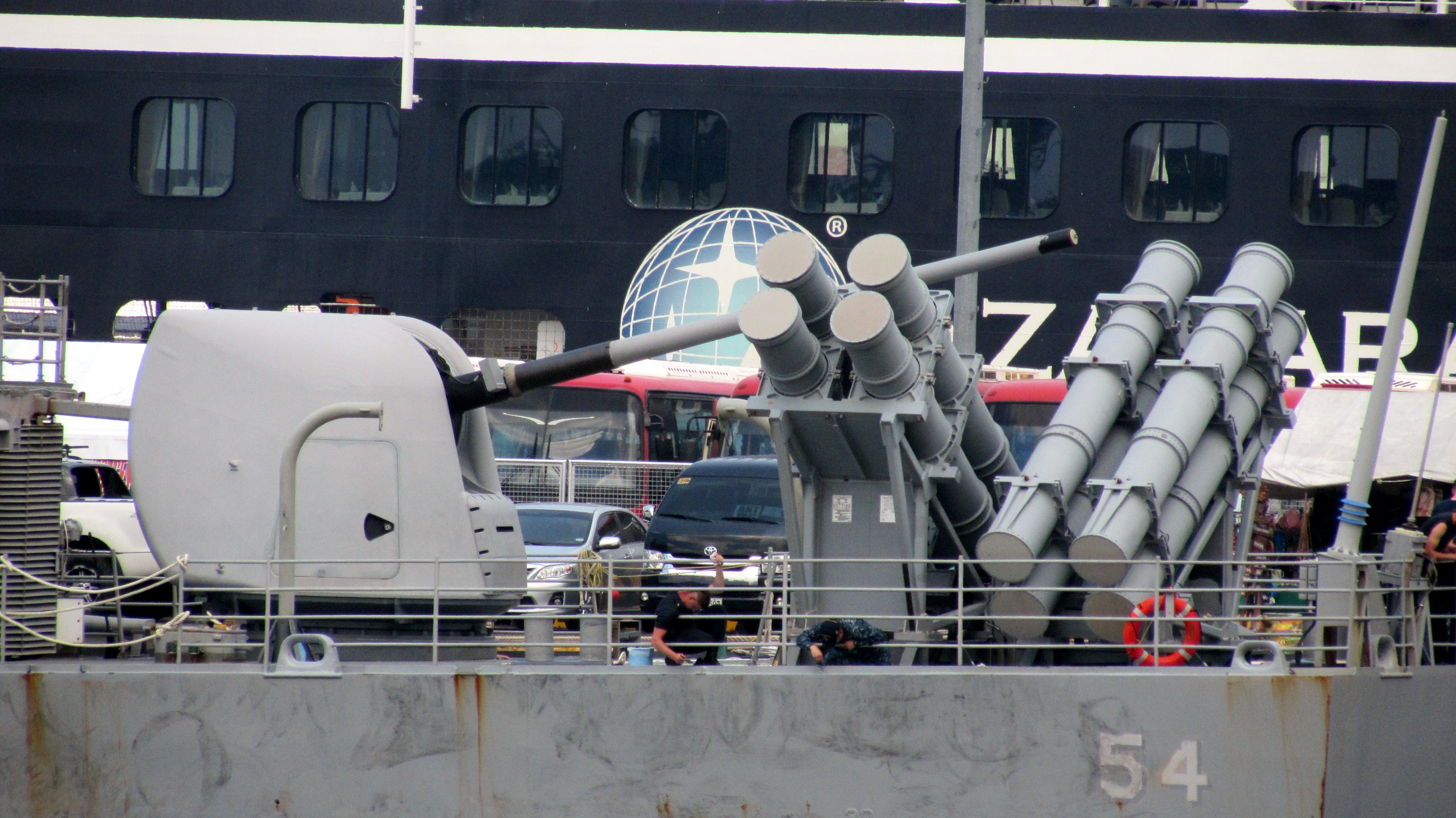
54口径127mm砲とハープーン 4連装発射筒

艦砲はバージニア級以来の構成が踏襲され、艦首尾に1基ずつの127mm単装砲（Mk.45 5インチ砲）を搭載し、Mk.86 砲射撃指揮装置の管制を受けた。本級のMk.86の火器管制レーダーは目標捕捉用のAN/SPQ-9Aのみで、AN/SPG-60追尾レーダーを備えておらず、対空射撃には対応していなかったが、1990年度の改修によって対応した。またAMOD改修の際に、AN/SPQ-9Aは低空警戒性能を向上させたAN/SPQ-9Bに、艦砲は62口径127mm砲に、GFCSもMk.160 mod.11に換装され、Mk.34 mod.4 GWSを構成するようになった。
対艦兵器としては、艦の後部にハープーン艦対艦ミサイルの4連装発射筒2基を装備した。ただし多くの艦では、平時の搭載数は4発のみとなっている。
また上記の通り、6番艦よりMk.41 mod.0 VLSが搭載されたことから、トマホーク巡航ミサイルによる対地火力投射にも対応し、トマホーク武器システムの武器管制システム（AN/SWG-3 TWCS）も搭載された。

### 電子戦
電子戦システムとしては、電子戦支援・電子攻撃両用のAN/SLQ-32(V)3電波探知妨害装置を搭載した。ただしAMOD改修では、アーレイ・バーク級ミサイル駆逐艦では新型のSEWIP電波探知妨害装置への換装が盛り込まれているのに対し、本級では対象外となっている。
1999年には、CG-58・59および63で、Mk.137を用いてNULKAアクティブ・デコイを発射する能力が付与された。その後、AMOD改修によって、専用のMk.53 mod.5発射機が追加搭載されている。

### 航空機
艦載機としては、当初のベースライン0では航空艤装がトップヘビーにつながることを危惧して、比較的簡素・軽量な装備で運用できるSH-2ヘリコプターを用いたLAMPS Mk.Iが用いられていた。
その後、ベースライン1以降では、より大型で強力なSH-60Bヘリコプターを用いたLAMPS Mk.IIIに更新され、これにともなってRAST（Recovery Assist, Secure and Traverse）着艦誘導・拘束装置が搭載された。なおヘリコプター用として、短魚雷36発分の弾薬庫が設置されている。
ヘリコプター対潜水艦飛行隊（HSL）はヘリコプター海上攻撃（HSM）飛行隊に変更され、2006年から2015年の間にSH-60BからMH-60Rに更新された。SH-60Bは2015年5月11日にアメリカ海軍から正式に退役している。

## 諸元表
|                   | ベースライン0, 1                                                       | ベースライン2 - 4                                                    |
| ----------------- | ---------------------------------------------------------------------- | -------------------------------------------------------------------- |
| 建造期間          | 1980年 - 1987年                                                        | 1984年 - 1994年                                                      |
| 就役期間          | 1983年 - 2005年                                                        | 1986年 - 現在                                                        |
| 隻数              | 5隻                                                                    | 22隻                                                                 |
| 基準排水量        | 6,997 t                                                                | 7,242 t                                                              |
| 満載排水量        | 9,460 t                                                                | 9,763 t - 10,010 t                                                   |
| 全長              | 172.46 m                                                               | 172.46 m                                                             |
| 全幅              | 16.76 m                                                                | 16.76 m                                                              |
| 水線幅            | 18.0 m                                                                 | 18.0 m                                                               |
| 吃水              | 7.46 m （最大10.51 m）                                                 | 7.46 m （最大10.51 m）                                               |
| 機関              | COGAG方式 GE LM2500-30ガスタービンエンジン（21,500bhp 16.04MW)）×4基   | COGAG方式 GE LM2500-30ガスタービンエンジン（21,500bhp 16.04MW)）×4基 |
| 機関              | 可変ピッチプロペラ（5翔）×2軸                                          |                                                                      |
| 速力              | 最大30+ノット（56+ km/h）                                              | 最大30+ノット（56+ km/h）                                            |
| 航続距離          | 6,000海里 (11,000 km) （20kt巡航時)                                    | 6,000海里 (11,000 km) （20kt巡航時)                                  |
| 乗員              | 358名（CG-48は312名）                                                  | 358名（CG-48は312名）                                                |
| 兵装              | 54口径127mm単装砲×2基                                                  | 54口径127mm単装砲×2基                                                |
| 兵装              | －                                                                     | Mk.38 25mm単装機関砲×2基                                             |
| 兵装              | Mk.15 20mmCIWS×2基                                                     |                                                                      |
| 兵装              | －                                                                     | M2 12.7mm単装機銃×4基                                                |
| 兵装              | Mk.26 mod.5 ミサイル連装発射機×2基 （SM-2、アスロック） 弾庫容量: 44発 | Mk.41 mod.2 VLS（61セル）×2基 （SM-2、SM-3、ESSM、VLA、TLAM）        |
| 兵装              | ハープーン艦対艦ミサイル(SSM) 4連装発射筒×2基                          |                                                                      |
| 兵装              | Mk.32 3連装短魚雷発射管×2基                                            |                                                                      |
| 艦載機            | LAMPSヘリコプター×2機                                                  | LAMPSヘリコプター×2機                                                |
| C4ISTAR           | GCCS-M                                                                 | GCCS-M                                                               |
| C4ISTAR           | NTDS mod.4/5 （リンク 4A/11/14/16）                                    |                                                                      |
| C4ISTAR           | AWS Mk.7                                                               |                                                                      |
| C4ISTAR           | AN/SQQ-89(V)3 ASWCS                                                    |                                                                      |
| C4ISTAR           | Mk.37 TWS                                                              |                                                                      |
| FCS               | Mk.99 (SAM用)×4基                                                      | Mk.99 (SAM用)×4基                                                    |
| FCS               | Mk.86 mod.9 → Mk.160 (127mm砲用)×1基                                   |                                                                      |
| FCS               | AN/SWG-1A (ハープーン用)                                               |                                                                      |
| FCS               | －                                                                     | AN/SWG-3A (TLAM用)                                                   |
| レーダー          | AN/SPY-1A/B 多機能型（4面）×1基                                        | AN/SPY-1A/B 多機能型（4面）×1基                                      |
| レーダー          | AN/SPS-49 対空捜索用×1基 ※後日撤去                                     |                                                                      |
| レーダー          | AN/SPS-55 対水上捜索用×1基                                             |                                                                      |
| レーダー          | AN/SPS-64 航海用×1基                                                   |                                                                      |
| レーダー          | AN/SPQ-9B 目標捕捉/砲射撃指揮用×1基                                    |                                                                      |
| レーダー          | AN/SPG-62 SAM射撃指揮用×4基                                            |                                                                      |
| ソナー            | SQS-53B/C/D 艦首装備式×1基                                             | SQS-53B/C/D 艦首装備式×1基                                           |
| ソナー            | AN/SQR-19 曳航式×1基                                                   |                                                                      |
| 電子戦・ 対抗手段 | AN/SLQ-32(V)3電波探知妨害装置                                          | AN/SLQ-32(V)3電波探知妨害装置                                        |
| 電子戦・ 対抗手段 | Mk.137 デコイ6連装発射機×8基                                           |                                                                      |
| 電子戦・ 対抗手段 | AN/SLQ-49 デコイ装置×4基                                               |                                                                      |
| 電子戦・ 対抗手段 | AN/SLQ-25対魚雷デコイ装置                                              |                                                                      |

|          |            | まや型                                | ホバート級                          | 世宗大王級 バッチ1         | タイコンデロガ級 AMOD改修艦         | アーレイ・バーク級 フライトIIA           |
| -------- | ---------- | ------------------------------------- | ----------------------------------- | -------------------------- | ----------------------------------- | ---------------------------------------- |
| 船体     | 満載排水量 | 10,250 t                              | 7,000 t                             | 10,290 t                   | 9,763 t - 10,010 t                  | 9,648 t                                  |
| 船体     | 全長       | 170 m                                 | 146.7 m                             | 165 m                      | 172.46 m                            | 155.3 m                                  |
| 船体     | 全幅       | 21.0 m                                | 18.6 m                              | 21.4 m                     | 16.76 m                             | 20.1 m                                   |
| 主機     | 方式       | COGLAG                                | CODOG                               | COGAG                      | COGAG                               | COGAG                                    |
| 主機     | 出力       | 69,000 ps                             | 47,000 hp                           | 105,000 hp                 | 86,000 hp                           | 100,000 hp                               |
| 主機     | 速力       | 30 kt                                 | 28 kt以上                           | 30 kt以上                  | 30 kt以上                           | 30 kt以上                                |
| 兵装     | 砲熕       | 62口径5インチ単装砲×1基               | 62口径5インチ単装砲×1基             | 62口径5インチ単装砲×1基    | 62口径5インチ単装砲×2基             | 62口径5インチ単装砲×1基                  |
| 兵装     | 砲熕       | 20mmCIWS×2基                          | 20mmCIWS×1基                        | 30mmCIWS×1基               | 20mmCIWS×2基                        | 20mmCIWS×2基                             |
| 兵装     | 砲熕       | 20mmCIWS×2基                          | 20mmCIWS×1基                        | 30mmCIWS×1基               | 25mm単装機関砲×2基                  |                                          |
| 兵装     | 砲熕       | 20mmCIWS×2基                          | 20mmCIWS×1基                        | 30mmCIWS×1基               | 12.7mm単装機銃×4基                  |                                          |
| 兵装     | ミサイル   | Mk.41 VLS×96セル (SM-2MR, SM-3, 07式) | Mk.41 VLS×48セル (SM-2, SM-6, ESSM) | Mk.41 VLS×80セル (SM-2)    | Mk.41 VLS×122セル (SM-2, VLA, TLAM) | Mk.41 VLS×96セル (SM-2, ESSM, VLA, TLAM) |
| 兵装     | ミサイル   | Mk.41 VLS×96セル (SM-2MR, SM-3, 07式) | Mk.41 VLS×48セル (SM-2, SM-6, ESSM) | K-VLS×48セル (天竜, 紅鮫)  | Mk.41 VLS×122セル (SM-2, VLA, TLAM) | Mk.41 VLS×96セル (SM-2, ESSM, VLA, TLAM) |
| 兵装     | ミサイル   | Mk.41 VLS×96セル (SM-2MR, SM-3, 07式) | Mk.41 VLS×48セル (SM-2, SM-6, ESSM) | RAM 21連装発射機×1基       | Mk.41 VLS×122セル (SM-2, VLA, TLAM) | Mk.41 VLS×96セル (SM-2, ESSM, VLA, TLAM) |
| 兵装     | ミサイル   | SSM 4連装発射筒×2基                   | ハープーン 4連装発射筒×2基          | 海星 4連装発射筒×4基       | ハープーン 4連装発射筒×2基          | ―                                        |
| 兵装     | 水雷       | 324mm3連装短魚雷発射管×2基            | 324mm3連装短魚雷発射管×2基          | 324mm3連装短魚雷発射管×2基 | 324mm3連装短魚雷発射管×2基          | 324mm3連装短魚雷発射管×2基               |
| 艦載機   | 艦載機     | SH-60K×1機                            | MH-60R×1機                          | スーパーリンクスMk.99×2機  | MH-60R×2機                          | MH-60R×2機                               |
| 同型艦数 | 同型艦数   | 2隻                                   | 3隻                                 | 3隻                        | 11隻（1隻退役）                     | 47隻予定                                 |

## 同型艦

### Mk.26 GMLS 装備艦
| ベースライン | 艦番号 | 艦名                                    | 造船所           | 起工            | 進水            | 就役           | 退役            |
| ------------ | ------ | --------------------------------------- | ---------------- | --------------- | --------------- | -------------- | --------------- |
| 0            | CG-47  | タイコンデロガ USS Ticonderoga          | インガルス造船所 | 1980年 1月21日  | 1981年 4月25日  | 1983年 1月22日 | 2004年 9月30日  |
| 0            | CG-48  | ヨークタウン USS Yorktown               | インガルス造船所 | 1981年 10月19日 | 1983年 1月17日  | 1984年 7月4日  | 2004年 12月3日  |
| 1            | CG-49  | ヴィンセンス USS Vincennes              | インガルス造船所 | 1982年 10月19日 | 1984年 1月14日  | 1985年 6月3日  | 2005年 6月29日  |
| 1            | CG-50  | ヴァリー・フォージ USS Valley Forge     | インガルス造船所 | 1983年 4月14日  | 1984年 6月23日  | 1986年 1月18日 | 2004年 8月30日  |
| 1            | CG-51  | トーマス・S・ゲイツ USS Thomas S. Gates | バス鉄工所       | 1984年 8月31日  | 1985年 12月14日 | 1987年 8月22日 | 2005年 12月14日 |

### Mk.41 VLS 装備艦
| ベースライン | 艦番号 | 艦名                                                                             | 造船所           | 起工            | 進水            | 就役            | 改修   | 退役            | 母港                                  |
| ------------ | ------ | -------------------------------------------------------------------------------- | ---------------- | --------------- | --------------- | --------------- | ------ | --------------- | ------------------------------------- |
| 2            | CG-52  | バンカー・ヒル USS Bunker Hill                                                   | インガルス造船所 | 1984年 1月11日  | 1985年 3月11日  | 1986年 9月20日  | 非改修 | 2023年 9月22日  | －                                    |
| 2            | CG-53  | モービル・ベイ USS Mobile Bay                                                    | インガルス造船所 | 1984年 6月6日   | 1985年 8月22日  | 1987年 2月21日  | 非改修 | 2023年 8月10日  | －                                    |
| 2            | CG-54  | アンティータム USS Antietam                                                      | インガルス造船所 | 1984年 11月15日 | 1986年 2月14日  | 1987年 6月6日   | AMOD   | 2024年 9月27日  | －                                    |
| 2            | CG-55  | レイテ・ガルフ USS Leyte Gulf                                                    | インガルス造船所 | 1985年 3月18日  | 1986年 6月20日  | 1987年 9月26日  | AMOD   | 2024年 9月20日  | －                                    |
| 2            | CG-56  | サン・ジャシント USS San Jacinto                                                 | インガルス造船所 | 1985年 7月24日  | 1986年 11月14日 | 1988年 1月23日  | AMOD   | 2023年 9月15日  | －                                    |
| 2            | CG-57  | レイク・シャンプレイン USS Lake Champlain                                        | インガルス造船所 | 1986年 3月3日   | 1987年 4月3日   | 1988年 8月12日  | 非改修 | 2023年 9月1日   | －                                    |
| 2            | CG-58  | フィリピン・シー USS Philippine Sea                                              | バス鉄工所       | 1986年 4月8日   | 1987年 7月12日  | 1989年 3月18日  | AMOD   | 2025年 （予定） | フロリダ州 メイポート海軍補給基地     |
| 3            | CG-59  | プリンストン USS Princeton                                                       | インガルス造船所 | 1986年 10月15日 | 1987年 10月2日  | 1989年 2月11日  | 非改修 | 2026年 （予定） | カリフォルニア州 サンディエゴ海軍基地 |
| 3            | CG-60  | ノーマンディー USS Normandy                                                      | バス鉄工所       | 1987年 4月7日   | 1988年 3月19日  | 1989年 12月9日  | 非改修 | 2025年 （予定） | バージニア州 ノーフォーク海軍基地     |
| 3            | CG-61  | モンテレー USS Monterey                                                          | バス鉄工所       | 1987年 8月19日  | 1988年 10月23日 | 1990年 6月16日  | BMD    | 2022年 9月16日  | －                                    |
| 3            | CG-62  | チャンセラーズビル USS Chancellorsville → ロバート・スモールズ USS Robert Smalls | インガルス造船所 | 1987年 6月24日  | 1988年 7月15日  | 1989年 11月4日  | AMOD   | 2026年 （予定） | 神奈川県横須賀市 横須賀基地           |
| 3            | CG-63  | カウペンス USS Cowpens                                                           | バス鉄工所       | 1987年 12月23日 | 1989年 3月11日  | 1991年 3月9日   | AMOD   | 2024年 8月27日  | －                                    |
| 3            | CG-64  | ゲティスバーグ USS Gettysburg                                                    | バス鉄工所       | 1988年 8月17日  | 1989年 7月2日   | 1991年 6月2日   | AMOD   | 2026年 （予定） | フロリダ州 メイポート海軍補給基地     |
| 4            | CG-65  | チョーシン USS Chosin                                                            | インガルス造船所 | 1988年 7月2日   | 1989年 9月1日   | 1991年 1月12日  | AMOD   | 2027年 （予定） | カリフォルニア州 サンディエゴ海軍基地 |
| 4            | CG-66  | ヒュー・シティ USS Hue City                                                      | インガルス造船所 | 1989年 2月20日  | 1990年 6月1日   | 1991年 9月14日  | 非改修 | 2022年 9月23日  | －                                    |
| 4            | CG-67  | シャイロー USS Shiloh                                                            | バス鉄工所       | 1989年 8月1日   | 1990年 9月8日   | 1992年 7月18日  | BMD    | 2025年 （予定） | ハワイ州 パールハーバー海軍基地       |
| 4            | CG-68  | アンツィオ USS Anzio                                                             | インガルス造船所 | 1989年 8月21日  | 1990年 11月2日  | 1992年 5月2日   | AMOD   | 2022年 9月22日  | －                                    |
| 4            | CG-69  | ヴィックスバーグ USS Vicksburg                                                   | インガルス造船所 | 1990年 5月30日  | 1991年 9月7日   | 1992年 11月14日 | AMOD   | 2024年 6月28日  | －                                    |
| 4            | CG-70  | レイク・エリー USS Lake Erie                                                     | バス鉄工所       | 1990年 3月6日   | 1991年 7月13日  | 1993年 7月24日  | BMD    | 2025年 （予定） | カリフォルニア州 サンディエゴ海軍基地 |
| 4            | CG-71  | ケープ・セント・ジョージ USS Cape St. George                                     | インガルス造船所 | 1990年 11月19日 | 1992年 1月10日  | 1993年 6月12日  | AMOD   | 2027年 （予定） | カリフォルニア州 サンディエゴ海軍基地 |
| 4            | CG-72  | ヴェラ・ガルフ USS Vella Gulf                                                    | インガルス造船所 | 1991年 4月22日  | 1992年 6月13日  | 1993年 7月12日  | BMD    | 2022年 8月4日   | －                                    |
| 4            | CG-73  | ポート・ロイヤル USS Port Royal                                                  | インガルス造船所 | 1991年 10月18日 | 1992年 11月20日 | 1994年 7月9日   | BMD    | 2022年 9月29日  | －                                    |

## 後継艦
アメリカ海軍は、1995年より、次世代水上戦闘艦としてSC-21（Surface Combatant for 21st Century）のコンセプト開発に着手しており、本級の後継艦としてCG-21計画艦も盛り込まれていた。その後、CG-21はCG(X)に発展し、スプルーアンス級駆逐艦の後継となるDD(X)とファミリー化して開発されることになっていた。しかしDD(X)はズムウォルト級ミサイル駆逐艦として結実したものの、建造費用高騰もあって建造数は削減され、かわりに2010年度よりアーレイ・バーク級ミサイル駆逐艦フライトIIAの建造が再開された。そして2010年にはCG(X)計画の中止が決定され、その代替も兼ねて、2016年度からはフライトIIIの建造が開始されることになった。
その後、中国人民解放軍海軍の055型駆逐艦の登場や対艦ミサイル戦力の拡充などを受けて、水上艦戦力の拡充が図られることになり、巡洋艦の開発計画も再開されることになった。アメリカ海軍の2021年度予算案には次期巡洋艦の開発費用が盛り込まれており、計画では、2025年までに1番艦建造に必要な全ての作業を終わらせることを目標にした。このように急速な開発が求められたことから、新技術の導入は避けて実証済みの技術のみで構成し、開発期間の短縮とリスクを軽減する計画とされた。その後、2022年1月に議会に提出された報告書では、次期ミサイル駆逐艦DDG(X)がアーレイ・バーク級とともに本級の代艦も兼ねて、2028年度より調達を開始することとされた。